# Annick Nozati
Annick Nozati (Parijs, 15 januari 1945 – 7 juli 2000) was een Franse improvisatie-zangeres en actrice.

## Biografie
Nozati begon haar carrière als actrice in experimentele theaters. Daarna volgde een uitnodiging van Jacques Lasry om deel te nemen aan het klankspel Structures Sonores Baschet, die door de ervaring van zo'n breuk in de vocale improvisatiemuziek, haar ertoe motiveerde om te beginnen in de muziek. Ze interesseerde zich daarbij voor een veelheid aan daarmee samenhangende gebieden: voor eigentijdse resp. nieuwe muziek (ze werkte vooral samen met Georges Aperghis, wiens werken voor eigentijdse muziektheaters door haar werden vertolkt en Jean-Yves Bosseur) voor poëzie, akoestische poëzie, beeldende kunst, dans en muziektheater (ze werkte samen met o.a. Jorge Lavelli, René de Obaldia, Antoine Vitez).
Tijdens de late jaren 1960 kwam ze in contact met de wereld van de jazz, die talrijke extra's gaf: Ze werkte samen met Gerard Marais (ze speelde vooral een rol in diens jazzopera La Baraque Rouge), met Ambrose Jackson, Didier Levallet, het Art Ensemble van Chicago, Yochk'o Seffer en Steve Potts. In 1975 besloot ze het beroep van actrice op te geven om zich volledig te wijden aan improvisatiezang. In 1979 richtte ze een duo op met de Franse bassist Joëlle Léandre, dat drie jaar later werd uitgebreid tot het trio Urban Sax met de Zwitserse pianiste Irène Schweizer,
Ze wendde zich tot musicologie en muziektherapie en onderwees zichzelf door deelname aan workshops en formaties. Nozati's solo-opnames bevatten ook luisterrijke voorbeelden van haar improvisaties met de klanksculpturen van haar eerste mentor Baschet. In 1983 breidde ze samen met Joëlle Léandre de oorspronkelijke feministische improvisatiegroep uit naar de European Women Improvising Group (EWIG). Gedurende haar carrière werkte ze nauw samen met tal van topmusici in avant-gardejazz: soms (met Lol Coxhill, Philippe Deschepper, Barre Phillips, Yves Robert, Maggie Nicols, Beñat Achiary, Workshop de Lyon, Phil Minton, Peter Kowald en de Portugese violist Carlos Zingaro), maar ook regelmatig (in een trio met Fred Van Hove, met wie ze sinds een legendarische gezamenlijk festivaloptreden in 1984 heeft samengewerkt, en de trombonist Hannes Bauer, met de Franse blazer Daunik Lazro in 1993 en in hetzelfde jaar in het kwartet met Michel Godard, Gérard Marais en Jacques Mahieux). Ze verscheen ook in het eigentijdse muziektheater als een vertolkster van de werken van Georges Aperghis.
Nozati was ook kunstschilder - ze had begrepen dat haar muziek vooral geïnspireerd was door schilderen - en ze doceerde vocale improvisatie op verschillende onderwijslocaties, waaronder de Franse universiteit van Lille.

## Overlijden
Annick Nozati overleed in juli 2000 op 54-jarige leeftijd.

## Discografie
- 1983: Annick Nozati (Comédia) - In and Out Records (solostem, improvisatie en compositie: Annick Nozati, opname: Daniel Deshays)
- 1983: Les Douze Sons (cd van J. Léandre) - Nato Records
- 1984: Ok, op Six Sequences pour Alfred Hitchcock - Nato Records
- 1986: Uit (met F. van Hove) - Nato Records
- 1992: Full Moon and Empty Head (met I. Schweizer), op Canaille '91 - Festival für Improvisierte Musik
- 1992: Organo Pleno (met F. Van Hove en J. Bauer) - FMP
- 1993: Nuage en voyage (met I. Schweizer), op Wie Es Ihr Gefällt - Festival 1991-1994 Vol. 1 - Z.o.o. Records
- 1996: Suite for B... City (in t'Nonet Fred Van Hove) - FMP
- 1997: La Peau des Anges - Vand'Oeuvre / Victo Records